# Франкини, Виктор Антонович
Виктор Антонович Франкини (1820 — 28 июля [9 августа] 1892, Аббация близ Фиуме) — генерал-лейтенант, первый Карсский губернатор, военный писатель.

## Биография
Родился в 1820 году, образование получил в артиллерийском училище и с 1844 года служил в конной артиллерии.
Во время Крымской войны Франкини в чине штабс-капитана был среди защитников Севастополя и провёл там самые трудные 10 месяцев осады. По окончании войны был назначен военным агентом в Константинополь и занимал этот пост в течение тринадцати лет. Прекрасно владея многими восточными языками, Франкини отлично знал всё, что делается в Турции и внимательно следил за развитием турецкой армии.
В 1870 году Франкини покинул Константинополь и отправился на Кавказ, где заведовал военно-горским управлением. В русско-турецкой войне 1877—1878 гг. он не принимал участия и, произведённый в генерал-майоры, был командирован в Тегеран с особым поручением к персидскому правительству. По возвращении из Персии Франкини представил обширный доклад о политическом, экономическом и военном состоянии Персии, в котором рекомендовал принять возможное предложение шаха о посылке военных инструкторов и командного состава для предполагавшейся к формированию Персидской казачьей бригады. Фрагмент этого доклада был напечатан под грифом «Секретно» в 1883 году, когда бригада эта уже была сформирована.
По присоединении к России Карсской области, генерал-лейтенант Франкини был назначен первым российским губернатором в Карс и за следующие три года организовал эту новую провинцию.
Расстроенное здоровье и домашние неурядицы заставили Франкини покинуть в 1881 г. службу. Последние свои годы Франкини провёл преимущественно во Флоренции, занимаясь литературной работой. Франкини скончался 28 июля 1892 года в Аббации близ Фиуме.
Большую известность ему принесли работы:
- Нынешнее состояние Персидской армии (1877 г.) // Сборник географических, топографических и статистических материалов по Азии. Вып. 4. СПб., 1883;
- Восточная политика императора Николая I // ИВ, 1891, т. XLVI, ноябрь.